# Měřík čeřitý
Měřík čeřitý (Plagiomnium undulatum) je druh mechu z rodu Plagiomnium patřící do čeledi měříkovité.

## Popis a hlavní znaky
Měřík čeřitý patří mezi mechy vrchoplodné. Jedná se o mech dvoudomý, stálé zelené barvy a menšího vzrůstu. Měří cca 5–10 cm, ale jeho výška může dosáhnout až 15 cm. Tělo je tvořeno stélkou, která se rozlišuje na lodyžku, lístky a rhizoidy.
Lodyžky sterilní jsou především poléhavé, plazivé a obloukovitě ohnuté. Lodyžky plodné rostou směrem vzhůru a mají stromečkovitý vzhled. Z lodyžek vyrůstají příchytná vlákna (rhizoidy).
Lístky jsou oválné, dlouze jazykovité, oddálené, s krátkou hrotitou špičkou a na okraji lemované 3–5 řadami ztloustlých buněk. Lem je jednovrstevný a ostře pilovitý. Za vlhka jsou listy především příčně vlnkaté a odstálé, za sucha svraskalé a kadeřavé. Buňky jsou především ztlustlé v rozích, jedná se tedy o buňky kolenchymatické, a rozprostřené uprostřed listu 10–15 µm široké. Žebro je zespodu silné, směrem vzhůru slábne a končí spolu se špičkou nebo před ní.
Jeho rodozměna se neliší od ostatních mechů. Vytváří se tobolka, která je podlouhle oválná. Výtrusy v tobolce jsou nejčastěji 20–30 µm velké.

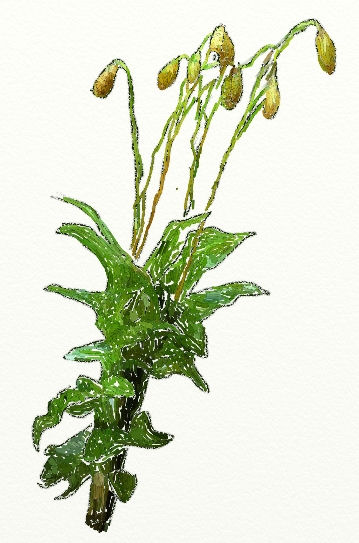

## Rozšíření
Jedná se o euroasijský a velmi hojný druh, který se vyskytuje v Evropě a v Asii od poloh s nižší nadmořskou výškou až do těch vyšších. Výjimkami jsou suché oblasti, kde se tato rostlina nevyskytuje.

## Ekologie
Měřík čeřitý se nachází především na zastíněných vlhkých místech. Tvoří porosty podél potoků a dále na okrajích cest. Může se objevit také na ztrouchnivělém dřevě nebo na kameni.

## Využití
Plagiomnium undulatum může být použit, podobně jako druh Plagiomnium affine, pro jednoduché školní pokusy, mezi něž patří pozorování vlastních buněk a chloroplastů, u kterých lze nejlépe sledovat osmotický jev zvaný plazmolýza.

## Možnost záměny
Druhy z rodu Plagiomnium jsou si velmi podobné. Měřík čeřitý lze rozpoznat od ostatních mechů téhož rodu podle jazykovitě dlouhých lístků a čepelí, které jsou silně příčně vlnkaté.

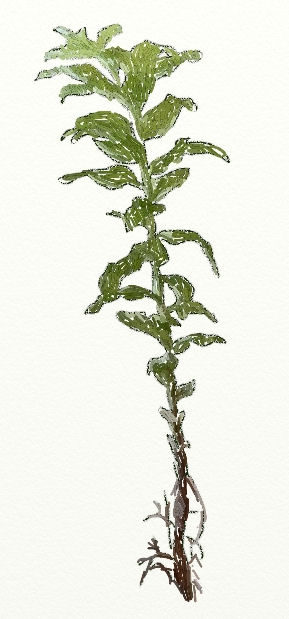